# 마라쉬 쿰불라
마라쉬 쿰불라(알바니아어: Marash Kumbulla, 2000년 2월 8일 ~ )는 알바니아의 축구 선수이다. 그의 포지션은 수비수로, 현재 라리가의 마요르카에서 활약하고 있다.

## 클럽 경력
2018년 8월 12일, 쿰불라는 2-0으로 패한 카타니아와의 코파 이탈리아 원정 경기에서 선발로 출전해 프로 데뷔전을 치렀다.
2020년 9월 17일, 쿰불라는 의무적으로 발동될 완전 영입 옵션과 함께 로마로 2시즌 임대 이적했다.

## 국가대표팀 경력
2019년 10월 14일, 쿰불라는 4-0으로 승리한 몰도바와의 UEFA 유로 2020 예선 원정 경기에서 알바니아 축구 국가대표팀 데뷔전을 치렀다. 그는 89분에 아르디안 이스마일리와 교체 투입되었다.

## 사생활
2020년 11월 10일, 쿰불라는 코로나바이러스-19 양성 판정을 받았다.

## 수상 내역
로마
- UEFA 유로파컨퍼런스리그: 2021–22[7]